# Championnat du Mexique de football américain
Le championnat du Mexique de football américain professionnel, organisé par la Liga de Fútbol Americano Profesional (LFA) représente le plus haut niveau de compétition dans ce sport au Mexique.
La LFA est composée de huit équipes dont quatre situées dans la zone de la ville de Mexico, les autres étant situées une à Toluca, une à Puebla, une à Saltillo et une à Monterrey,.
La compétition se déroule de février à mai et se termine avec le match de championnat appelé Tazón México.
La ligue utilise les règles professionnelles du football américain ce qui ne signifie pas que ses joueurs en aient le statut. Ils sont en effet considérés comme des semi-professionnels puisque d'une part ils ne pratiquent ce sport qu'à temps partiel et que d'autre part ils sont obligés de rechercher des moyens de subsistance extérieurs à la ligue ne gagnant en moyenne que 1 500 pesos MXN (environ 70 euros en 2019) par match.
Au lieu de fonctionner comme une association d'équipes indépendantes, la LFA est une entité dans laquelle toutes les équipes sont la propriété de la Ligue. Celle-ci est elle-même composée de plusieurs investisseurs appelés franchisés. Un franchisé contrôle une équipe en particulier comme si c'était la sienne, de sorte qu'ils sont erronément appelés propriétaires. À l'instar de la National Football League (NFL), la LFA dispose d'un quota fixe de franchises. Il n'y a donc pas de promotion ni de relégation. La LFA sélectionne ses joueurs lorsqu'ils arrivent en fin d'éligibilité dans les deux conférences universitaires mexicaines de football, l'ONEFA et la CONADEIP.
En 2018, la LFA signe un accord avec la Ligue Canadienne de Football (LCF) qui l'autorisera à participer à la draft mexicaine en vue d'y sélectionner des joueurs.
La LFA est fondée en 2016 et ses bureaux sont situés à Mexico. Sa création résulte d'un projet privé qui a bénéficié du soutien d'institutions publiques telles que la CONADE (Commission nationale pour la culture physique et les sports) et l'Institut des sports de Mexico.
La première saison (2016) ne comprend que quatre équipes, toutes originaires de Mexico et jouant dans le même stade. Après avoir rencontré des problèmes financiers et opérationnels, elle est étendue à 6 équipes pour la saison suivante (2017), ce qui aura pour effets d'améliorer la fréquentation des stades, d'augmenter le niveau de visibilité de la compétition dans les médias et d'obtenir des contrats avec les télévisions nationales.
La LFA est aujourd'hui une ligue en développement. Elle reste cependant bien inférieure à d'autres événements tels que la Liga MX, la boxe, la Lucha Libre, la Ligue mexicaine de baseball, la Ligue mexicaine du Pacifique ou la Ligue Nationale de Basketball Professionnel et nécessite encore une consolidation sur le marché des manifestations sportives.

## Histoire

### Saison 2016: Fondation
La LFA est fondée en 2016 à l'initiative d'un groupe d'investisseurs afin de proposer du football américain au Mexique lorsque la NFL, la NCAA, la ONEFA et la CONADEIP (championnats universitaires mexicains de football américain) ne sont plus en activité. Le tournoi est conçu pour ressembler à la NFL, en respectant les différences nécessaires en termes de budget, d'impact médiatique et de pertinence culturelle au Mexique. La LFA décide de commencer sa première saison deux semaines après le Super Bowl 50. Le projet est financé par la Commission nationale de la culture physique et du sport (CONADE) et la Fédération mexicaine de football américain (FMFA) et le gouvernement de Mexico, ce dernier autorisant l'utilisation d'une partie des infrastructures de la Cité sportive de La Magdalena Mixiuhca.
La ligue est officiellement présentée le 12 janvier 2016 par le chef du gouvernement de Mexico, Miguel Ángel Mancera, et est inaugurée le 21 février à l'Estadio Jesús Martínez « Palillo » avec le match opposant les Raptors de Naucalpan et les Mayas de Mexico (victoire des Mayas 34 à 6). Les mêmes équipes s'affrontent lors du Tazón México I se concluant par une nouvelle victoire des Mayas 29 à 13. Au cours de la première saison, toutes les équipes avaient leur siège au Stade Jesús Martínez "Palillo".

### Saison 2017
Pour la deuxième saison, la ligue accueille deux autres équipes, les Fundidores de Monterrey et les Dinos de Saltillo. Les Fundidores jouent dans l'Estadio Tecnológico tandis que les Dinos s'installent au stade olympique de Saltillo. Les deux équipes soétant situées dans le nord du pays, leur inclusion fournit à la Ligue un positionnement national qui lui permet de négocier de meilleurs contrats en télévision avec des parrainages plus nombreux et de meilleure qualité. En outre, la LFA décide de créer un nouveau format de compétition puisqu'elle crée deux divisions, celle du Nord et celle du Centre, celles-ci, pour des raisons de sponsoring, portant le nom de produits commerciaux,.
Le nouveau format comprend des playoffs composés tout d'abord de deux finales de division (entre les deux premiers de chaque division au terme de la saison régulière - aussi dénommées championnats de division) et ensuite une finale nationale dénommée le Tazón México II. Pour cette saison, la domination des Mayas dans la LFA devient manifeste puisqu'ils remportent le championnat de la division centrale ainsi que le titre national (victoire 24-18 contre Dinos). Depuis ce bicampeonato, les Mayas sont considérés comme la première dynastie de la LFA.
Le 2 avril 2017, Chad "Ochocinco" Johnson, participe au match qui oppose les Fundidores aux Dinos. Il termine le match avec 3 réceptions et un touchdown pour Monterrey.

### Saison 2018
Pour la troisième saison, 5 des 6 équipes sont franchisées, c'est-à-dire qu'elle sont contrôlées par une gestion sportive et administrative unique et non partagée. Plusieurs équipes connaissent des changements majeurs au niveau des entraîneurs et le nouveau règlement autorise l'embauche d'un joueur étranger par équipe, issus pour la plupart des divisions II et III de la NCAA des États-Unis. La plus grande transformation a lieu chez les Eagles qui changent de nom pour devenir les Mexicas de Mexico.   Les Fundidores déménagent vers l'Estadio Nuevo León Unido en raison de la démolition de l'Estadio Tecnólogico ainsi que les Raptors qui émigrent vers le stade José Ortega Martínez. La domination des Mayas en saison régulière persiste en 2018 mais ils sont battus en finale de division Centre par les Mexicas ce qui les prive d'une troisième participation consécutive au Tazón Mexico. Les Mexicas remportent le Tazón México III en battant 17 à rien les Raptors qui participaient à leur deuxième finale pour autant de défaites. Un autre événement important est survenu en 3e semaine, les Mexicas faisant une courte grève pour soutenir leur partenaire, Mubalama Massimango, celui-ci ayant reçu des soins médicaux médiocres et différés à la suite d'une blessure survenue en 1re semaine contre les Condors de Mexico.

### Saison 2019
Deux nouvelles équipes participent au championnat 2019, les Osos de Toluca, qui évoluent au terrain de football américain du Campus Universitario Siglo XXI et les Artilleros de Puebla qui jouent leurs matchs à domicile à l'Unidad Deportiva Mario Vázquez Raña,.
D'autres équipes changent également de stade. Les Raptors déménagent à nouveau, délaissant le stade José Ortega Martínez de l'université del Valle de México pour celui de la FES Acatlan de la UNAM. Les Mexicas, tenant du titre, déménagent au Casco de Santo Tomás, également occupé par les Águilas Blancas de l'IPN. Les Mayas élisent quant à eux domicile au stade Wilfrido Massieu également propriété de l'IPN.
Lors de la quatrième saison, 7 des 8 équipes sont franchisées, c’est-à-dire qu’elles sont contrôlées par une direction sportive et administrative unique et non partagée, comme elles le faisaient auparavant. Trois joueurs étrangers sont embauchés par équipe, la plupart d'entre eux appartenant aux divisions II et III de la NCAA des États-Unis.
La saison 2019 commence le 22 février et se termine le 12 mai par le Tazón Mexico IV.
Lors de cette édition, la finale de la division centrale est disputée par les Condors contre les Mayas dans un match très serré. Les Condors remportent la victoire 18-13, ce qui leur donne un ticket pour le Tazon Mexico IV, tandis que la finale de la division Nord est disputée entre les équipes des Raptors et des Fundidores, où les deux équipes ont démontré un pouvoir offensif qui s'est terminé avec un score de 53-47 en faveur de Raptors.
Le Tazón México IV marque l'histoire avec plus de 18 000 spectateurs à l'Estadio Azul. Il s’agissait de la troisième apparition de l’équipe de l’État de Mexico en finale et la même histoire de répète, cette fois ils tombent face à la Legión Condor sur le score de 20-16.

### Saison 2020
Oscar Pérez, président de la Ligue mexicaine de football professionnel (LFA), annonce qu'il travaille en étroite collaboration avec la ligue de football américain du Brésil, dans le but de nouer une nouvelle alliance stratégique pour la saison 2020.
Le 4 septembre 2019, la LFA annonce une nouvelle expansion pour la saison 2020, avec l'incorporation de l'équipe des Pioneros de Querétaro, une équipe existante mais avec la participation précédente dans la ligue Fútbol Americano de México FAM, dans laquelle ils ont été couronnés champions lors de leur première saison. Les Pioneros joueront au stade La Pirámide, situé dans l'unité sportive El Pueblito, dans la municipalité de Corregidora. Ces équipes recrutent des joueurs des programmes de football américain suivants: Borregos ITESM Querétaro, Leones Anahuac Querétaro et FADEMAC les Pionners.
Néanmoins, le 16 mars, après la 5e semaine de compétition, la Ligue annonce la suspension de la saison 2020 en raison de la pandémie de COVID-19 au Mexique, et le 29 mars son annulation pure et simple.

### Saison 2021
La saison 2021 aurait dû débuter en mars 2021.
Cette date est repoussée au 4 juin, en raison de la Pandémie de Covid-19 au Mexique
En avril 2021 cependant, la Ligue conforme l'annulation du championnat. Elle estime qu'il aurait été impossible de jouer de juin à septembre pour débuter la saison suivante en février 2022.

### Saison 2022
La saison régulière débute le 4 mars et se termine le 24 avril. La phase éliminatoire débute le 30 avril et le Tazón México V se déroule le 15 mai 2022.
Deux nouvelles équipes intègrent la Ligue : les Galgos de Tijuana (en) basés à Tijuana et les Reyes de Jalisco (en) basés à Zapopan dans l'État de Jalisco,. Elle perd cependant les Osos de Toluca. De ce fait, le championnat se compose de sept équipes. Celles-ci contrairement aux saisons précédentes ne sont plus réparties en deux divisions.
Les Condors se relocalisant dans l'État de Querétaro et sont officiellement rebaptisés les Gallos Negros de Querétaro (en) le 3 février 2022. La Ligue considère cette équipe comme une nouvelle franchise,.

## Les équipes

### Actuelles
| Équipe                          | Ville                     | Stade                         | Capacité | Entraîneur              | 1re saison LFA |
| ------------------------------- | ------------------------- | ----------------------------- | -------- | ----------------------- | -------------- |
| Mexicas de Mexico               | Mexico                    | Estadio Perros Negros         | 2 500    | Héctor Toxqui           | 2018*          |
| Dinos de Saltillo               | Saltillo, Coahuila        | Olympique de Saltillo         | 16 000   | Javier Adame            | 2017           |
| Fundidores de Monterrey         | Monterrey, Nuevo León     | Estadio Borregos              | 10 057   | Carlos Strevel          | 2017           |
| Raptors de Naucalpan            | Naucalpan, Mexico         | FES Acatlán                   | 2 000    | Guillermo Gutiérrez     | 2016           |
| Galgos de Tijuana (en)          | Tijuana, Baja California  | Estadio Caliente              | 27 333   | Guillermo Ruiz Burguete | 2022           |
| Gallos Negros de Querétaro (en) | Querétaro City, Querétaro | Estadio Olímpico de Querétaro | 4 600    | Félix Buendía           | 2022           |
| Reyes de Jalisco (en)           | Zapopan, Jalisco          | Estadio Tres de Marzo         | 18 779   | Ernesto Alfaro          | 2022           |

* dénommés Eagles de Mexico en 2016 et 2017.

### Anciennes
| Équipe               | Ville          | Stade                       | Saison(s) en LFA       | Titre(s)   |
| -------------------- | -------------- | --------------------------- | ---------------------- | ---------- |
| Artilleros de Puebla | Puebla, Puebla | Estadio Olímpico BUAP       | 2019                   | -          |
| Condors de Mexico    | Mexico         | ITESM Santa Fe              | 2016, 2017, 2018, 2019 | 2019       |
| Osos de Toluca       | Toluca, Mexico | Campo Universidad Siglo XXI | 2019                   | -          |
| Mayas de Mexico      | Mexico         | Wilfrido Massieu            | 2019                   | 2016, 2017 |
| Eagles de Mexico*    | Mexico         | Jesús Martínez "Palillo"    | 2016, 2017, 2018       | 2018       |

* renommé Mexicas de Mexico en 2019.

## Fonctionnement de la compétition

### Règles du jeu
Les règles du jeu sont les mêmes que celles de la National Football League, c'est-à-dire les règles du football américain professionnel. Certaines des règles les plus remarquables sont la révision des jeux vidéo, la pause de deux minutes, l’option permettant à l’entraîneur de contester la décision des arbitres et de compléter une réception les deux pieds dans le terrain.
Cependant, la ligue est critiquée pour ne pas avoir fourni un arbitrage adéquat et il est courant que certaines règles du football collégial soient appliquées de manière aléatoire dans les matchs, provoquant la confusion parmi les supporters, les joueurs et les entraîneurs.

### Plafond salarial
Dans l’intention de maintenir l’équilibre sportif, la ligue a un plafond salarial qui empêche les équipes de se différencier les unes des autres en termes de niveau de joueurs qu’elles embauchent. Le plafond salarial actuel est de 1 100 000 pesos MXN (environ 57 000 USD) pour toute la saison. En moyenne, un joueur ne reçoit que 11 000 pesos MXN par an (environ 600 USD).
Bien que le plafond salarial soit éthique du point de vue sportif, sa limite est un obstacle qui empêche les joueurs de poursuivre leur travail de manière professionnelle, réduisant le niveau général de la compétition, et n'attirant pas les talentueux joueurs universitaires à défaut de plafond salarial plus élevé.

### Format de la saison
La saison régulière commence le troisième week-end de février et se termine en avril.
Chaque équipe joue 8 match (6 matchs en 2022). La post-saison est jouée par les 4 meilleures équipes et se déroule entre avril et mai. Elle commence par les finales (championnats) de division et se termine par le Tazón Mexico.
La draft (recrutement des joueurs débutants) a lieu en janvier avant le début des matchs.

### Draft LFA
Le principe de la draft de la LFA est le même que celui de la NFL.
Dans le système mexicain des catégories du football américain, les joueurs, avant de pouvoir accéder à la catégorie professionnelle doivent avoir terminé leur éligibilité au football américain universitaire (également appelé collégial). Il existe actuellement deux ligues collégiales, la Liga Mayor ONEFA et la Liga Premier CONADEIP. Dans ces ligues, chaque joueur peut y évoluer cinq ou six ans, après quoi il devient éligible pour la LFA (il peut également se déclarer éligible avant de terminer cette période, mais ce n'est pas habituel).
Les joueurs issus du football universitaire doivent exprimer leur intérêt à être embauchés par la LFA. Celle-ci donne la liste des joueurs intéressés à ses équipes qui classent les candidats en fonction de leur niveau et des positions dont elles ont besoin.
Au mois de janvier, les joueurs et les équipes de la LFA se rencontrent dans le cadre d'une journée appelée draft. Chaque équipe y choisi, à tour de rôle, un joueur lors des sept tours de la draft. Les équipes sont classées dans l'ordre inverse de leur classement final de la saison précédente : par exemple, l’équipe qui termine dernière a le premier choix et ainsi de suite.
Une fois que toutes les équipes ont fait leur premier choix, le premier tour se termine et le second débute. l'opération se répète jusqu'au septième tour.
Des tours complémentaires peuvent être organisés au cas où une équipe aurait encore besoin de joueurs.
Les meilleurs joueurs étant généralement très convoités, être élu au premier tour est considéré comme un grand honneur surtout s'il s'agit de la première sélection globale.

### Saison régulière et phase éliminatoire
Si la compétition comporte 8 équipes :
En saison régulière, chaque équipe affronte deux fois chaque équipe de sa division, une fois à domicile et l’autre en déplacement (soit 6 matchs de division). Elles sont également confrontées une fois contre deux des quatre équipes de l’autre division (2 matchs inter-divisions), un match à domicile et l’autre en déplacement.
À la fin de la saison régulière, un tournoi à éliminations directes (appelé phase éliminatoire ou play-offs) commence. Les deux meilleures équipes de chaque division se rencontrent pour déterminer le champion de la division, le match se déroulant dans le stade de l'équipe la mieux classée. Les vainqueurs de ces deux matches disputent la finale nationale dénommée le Tazón México.
Si la compétition comporte 7 équipe (en 2022) :
Les équipes ne sont plus réparties en deux divisions. Elles se rencontrent toutes une fois (6 matchs en 7 semaines). Les quatre meilleurs disputent la phase éliminatoire. Les deux gagnant s'affrontent lors du  Tazón México.

### Tazón México
Le Tazón México est un match unique disputé en fin de saison qui détermine le vainqueur de la compétition soit le champion national de football américain.
Dans ce match, les champions des divisions nord et centre se retrouvent dans un stade neutre. C'est l'événement culminant de la saison et celui qui est le plus promu. Chaque édition du Tazón México est désignée par des chiffres romains consécutifs (similaire au Super Bowl). Dans certaines éditions, le nom d’une entreprise est ajouté pour des raisons de parrainage. On prévoit qu'à l'avenir, le Tazón organise un spectacle à la mi-temps. La troisième édition devait être la première finale de la LFA avec ce spectacle mais celui-ci est annulé à la dernière minute par la Protection Civile en raison de la probabilité de pluie et de tempête pouvant créer de dangereux problèmes électrique.
Les Mayas de Mexico sont l'équipe ayant remporté le plus de victoire dans le Tazón México (deux sur trois). Ils partagent avec les Raptors de Naucalpan le plus grand nombre d'apparition à cet événement (deux sur trois).
Les tenants du titre sont les Condors de Mexico lesquels ont vaincu les Raptors 20 à 16 lors du Tazón México IV disputé à l'Estadio Azul de Mexico.
| Édition          | Champion                                                                            | Score                                                                               | Finaliste                                                                           | Stade                                                                               | Coach Champion                                                                      | MVP                                                                                 | Réf                                                                                 |
| ---------------- | ----------------------------------------------------------------------------------- | ----------------------------------------------------------------------------------- | ----------------------------------------------------------------------------------- | ----------------------------------------------------------------------------------- | ----------------------------------------------------------------------------------- | ----------------------------------------------------------------------------------- | ----------------------------------------------------------------------------------- |
| Tazón México I   | Mayas                                                                               | 29-13                                                                               | Raptors                                                                             | Estadio Jesús Martínez "Palillo"                                                    | Ernesto Alfaro                                                                      | WR #81 Josué Martínez (Mayas)                                                       | ,                                                                                   |
| Tazón México II  | Mayas                                                                               | 24-18                                                                               | Dinos                                                                               | Estadio Jesús Martínez "Palillo"                                                    | Ernesto Alfaro                                                                      | QB #12 Marco García (Mayas)                                                         | ,                                                                                   |
| Tazón México III | Mexicas                                                                             | 17-0                                                                                | Raptors                                                                             | Estadio Azul                                                                        | Rafael Duk                                                                          | WR #84 Guillermo Villalobos (Mexicas)                                               | ,                                                                                   |
| Tazón México IV  | Condors                                                                             | 20-16                                                                               | Raptors                                                                             | Estadio Azul                                                                        | Félix Buendía                                                                       | QB Diego Arvizu (Condors)                                                           | ,                                                                                   |
| 2020             | Saisons annulées à la suite de la Pandémie de Covid-19 au Mexique (voir ci-dessus). | Saisons annulées à la suite de la Pandémie de Covid-19 au Mexique (voir ci-dessus). | Saisons annulées à la suite de la Pandémie de Covid-19 au Mexique (voir ci-dessus). | Saisons annulées à la suite de la Pandémie de Covid-19 au Mexique (voir ci-dessus). | Saisons annulées à la suite de la Pandémie de Covid-19 au Mexique (voir ci-dessus). | Saisons annulées à la suite de la Pandémie de Covid-19 au Mexique (voir ci-dessus). | Saisons annulées à la suite de la Pandémie de Covid-19 au Mexique (voir ci-dessus). |
| 2021             | Saisons annulées à la suite de la Pandémie de Covid-19 au Mexique (voir ci-dessus). | Saisons annulées à la suite de la Pandémie de Covid-19 au Mexique (voir ci-dessus). | Saisons annulées à la suite de la Pandémie de Covid-19 au Mexique (voir ci-dessus). | Saisons annulées à la suite de la Pandémie de Covid-19 au Mexique (voir ci-dessus). | Saisons annulées à la suite de la Pandémie de Covid-19 au Mexique (voir ci-dessus). | Saisons annulées à la suite de la Pandémie de Covid-19 au Mexique (voir ci-dessus). | Saisons annulées à la suite de la Pandémie de Covid-19 au Mexique (voir ci-dessus). |
| Tazón México V   | ?                                                                                   | ?                                                                                   | ?                                                                                   | ?                                                                                   | ?                                                                                   | ?                                                                                   |                                                                                     |

## Palmarès par équipes
| N° | Équipe               | Titre(s)   | Finaliste        | Remarque |
| -- | -------------------- | ---------- | ---------------- | -------- |
| 1  | Mayas de Mexico      | 2016, 2017 |                  |          |
| 2  | Dinos de Saltillo    |            | 2017             |          |
| 2  | Mexicas de Mexico    | 2018       |                  |          |
| 4  | Raptors de Naucalpan |            | 2016, 2018, 2019 |          |

* Championnat annulé en 2020 et 2021 (Covid-19).